# Jean-Claude Luce
Pour les articles homonymes, voir Luce.
Jean-Claude Luce (né le 2 août 1981) est un coureur cycliste français.

## Biographie
Il est d'ascendance guadeloupéenne.

## Palmarès
- 2002
  - 4e étape de la Vuelta a la Independencia Nacional
- 2003
  - 5ea étape du Tour de Guadeloupe
- 2006
  - 9ea étape du Tour de Guadeloupe
- 2007
  - Tour de Guyane :
    - Classement général
    - 1re étape
- 2008
  - 2eb et 9e étapes du Tour de Guadeloupe
- 2009
  - 5ea étape de la Vuelta a la Independencia Nacional
- 2011
  - 1re étape du Tour de Marie-Galante

## Classements mondiaux
| Année            | 2006 | 2007 | 2008 | 2009 |
| ---------------- | ---- | ---- | ---- | ---- |
| UCI America Tour |      |      | 188e | 247e |
| UCI Europe Tour  | 968e | 967e |      |      |